# Usina Elétrica de Anegasaki
A Usina Elétrica de Anegasaki (姉崎火力発電所, Anegasaki karyokuhatsudensho) (姉崎火力発電所, Anegasaki karyokuhatsudensho?) (姉崎火力発電所, Anegasaki karyokuhatsudensho?) é uma grande estação de energia em Ichihara, Chiba, Japão. A instalação funciona com uma capacidade instalada de 3.600 MW. A energia é gerada por seis turbinas com capacidade avaliada em 600 MW cada. Que utilizam os seguintes tipos de combustível.
- Unidade 1: gás natural, petróleo combustível, petróleo bruto
- Unidade 2: gás natural, petróleo combustível, petróleo bruto
- Unidade 3: gás natural, petróleo combustível, petróleo, GLP
- Unidade 4: gás natural, petróleo combustível, petróleo, GLP
- Unidade 5: gás natural, GLP
- Unidade 6: gás natural, GLP